# Ravaner
Le Ravaner est un fleuve côtier des Pyrénées-Orientales.

## Toponymie

### Étymologie
Le fleuve est nommé en 981 sous la forme Rivo Rafanario. Si l'étymologie est incertaine, sa signification est assurément celle d'un lieu sauvage et stérile et est partagée avec d'autres lieux pauvres de la région.
Le nom pourrait venir du latin Raphanu pour désigner un lieu où ne pousse que des raves, plantes de peu d'intérêt, soit de Ravannere, synonyme de rebut, soit encore de Rapina, signifiant « ravin ». À comparer avec son affluent, la rivière de Vallbona, du catalan Vall bona, cité en latin en 1164 sous la forme Vallis bona, c'est-à-dire en français « bonne vallée ».

### Principaux lieux
Le Ravaner se jette dans la Méditerranée à la plage de l'Ouille.

## Écologie
Les berges du Ravaner sont protégées par une zone naturelle d'intérêt écologique, faunistique et floristique (ou ZNIEFF) de type 1, à partir de son croisement avec l'ancienne route nationale 114 et vers l'aval jusqu'à la mer. Située en zone urbanisée et où la pression démographique est forte, son intérêt est de constituer un corridor biologique.
Les espèces déterminantes pour la protection de la ZNIEFF sont Agrion de Mercure (Coenagrion mercuriale), les oiseaux Cochevis de Thékla (Galerida theklae, espèce d'alouette), l'Hirondelle rousseline (Cecropis daurica) et la Fauvette à lunettes (Sylvia conspicillata) et les plantes Oedipodiella australis, Brassica montana et Arbre au povire (Vitex agnus-castus). Les espèces Agrion de Mercure, Cochevis de Thékla, Fauvette à lunettes et Arbre au poivre sont protégées.

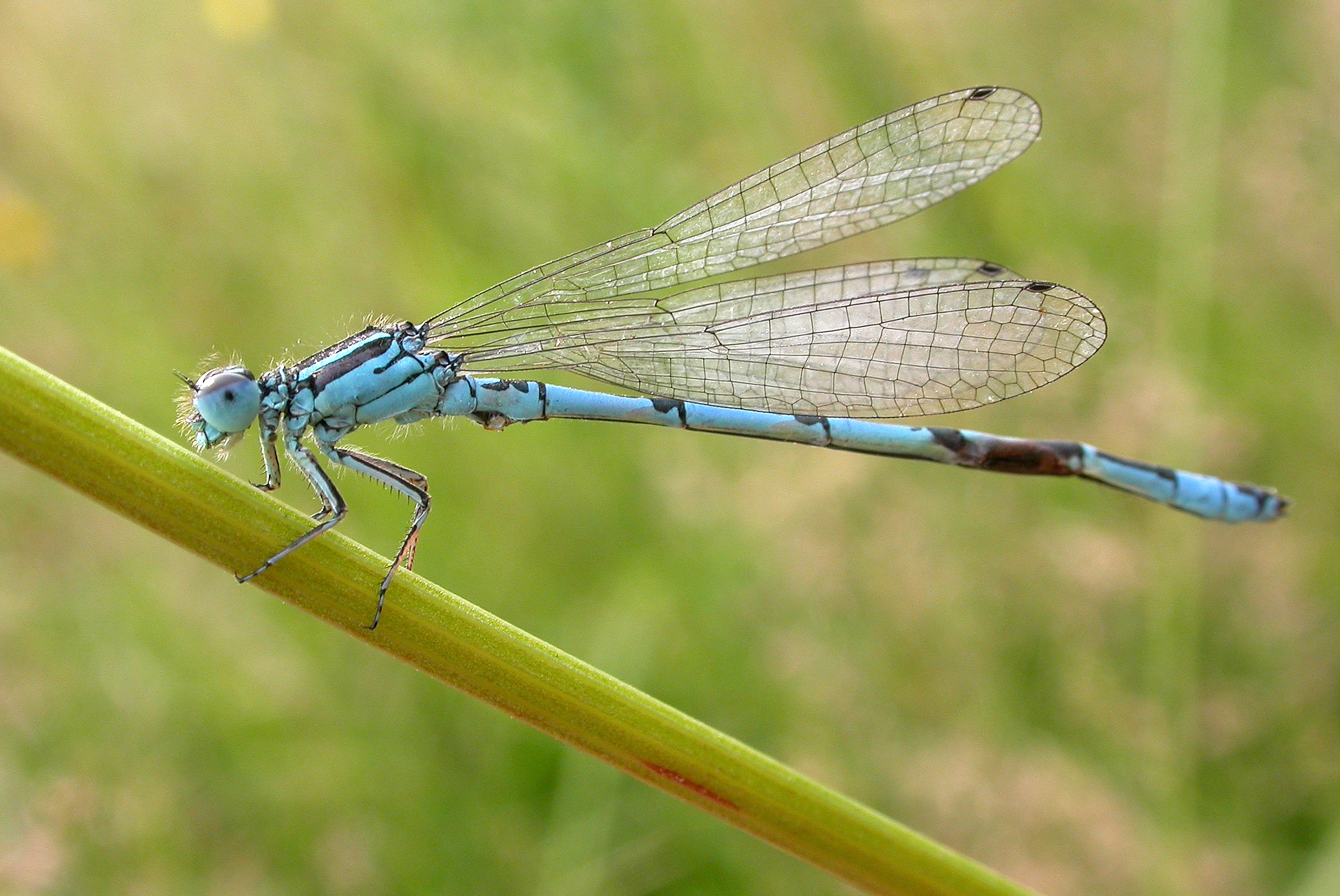
Agrion de Mercure
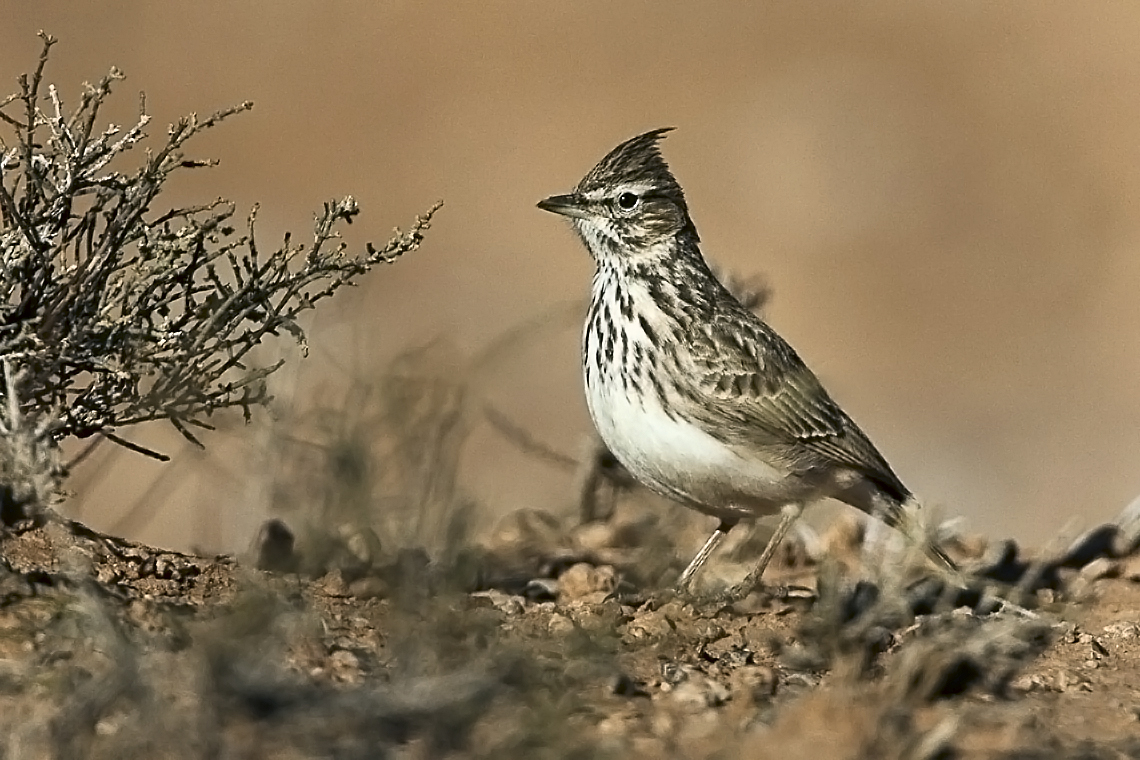
Cochevis de Thékla
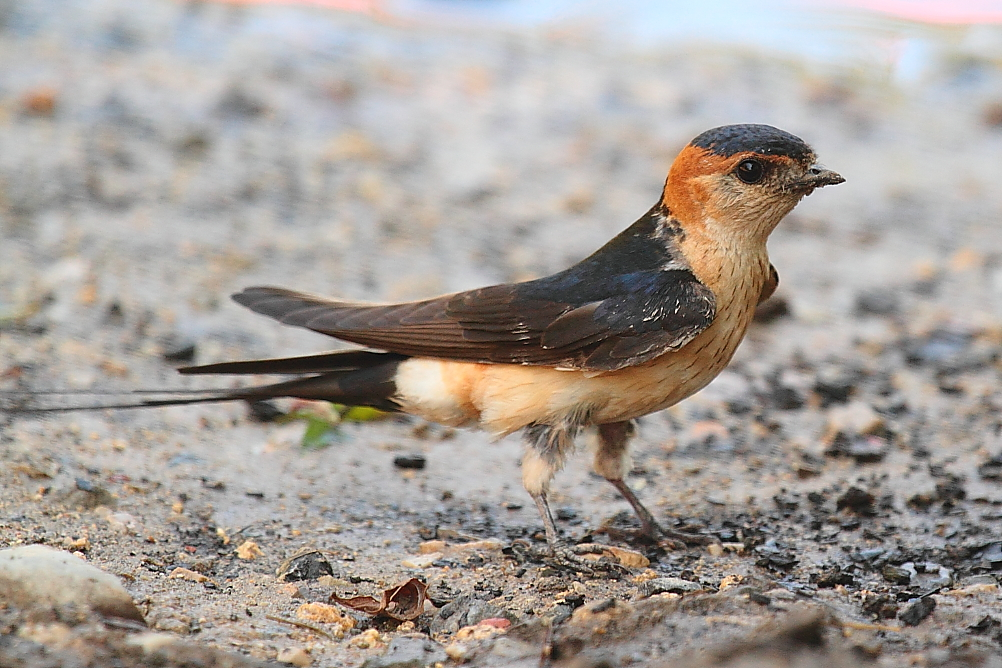
Hirondelle rousseline
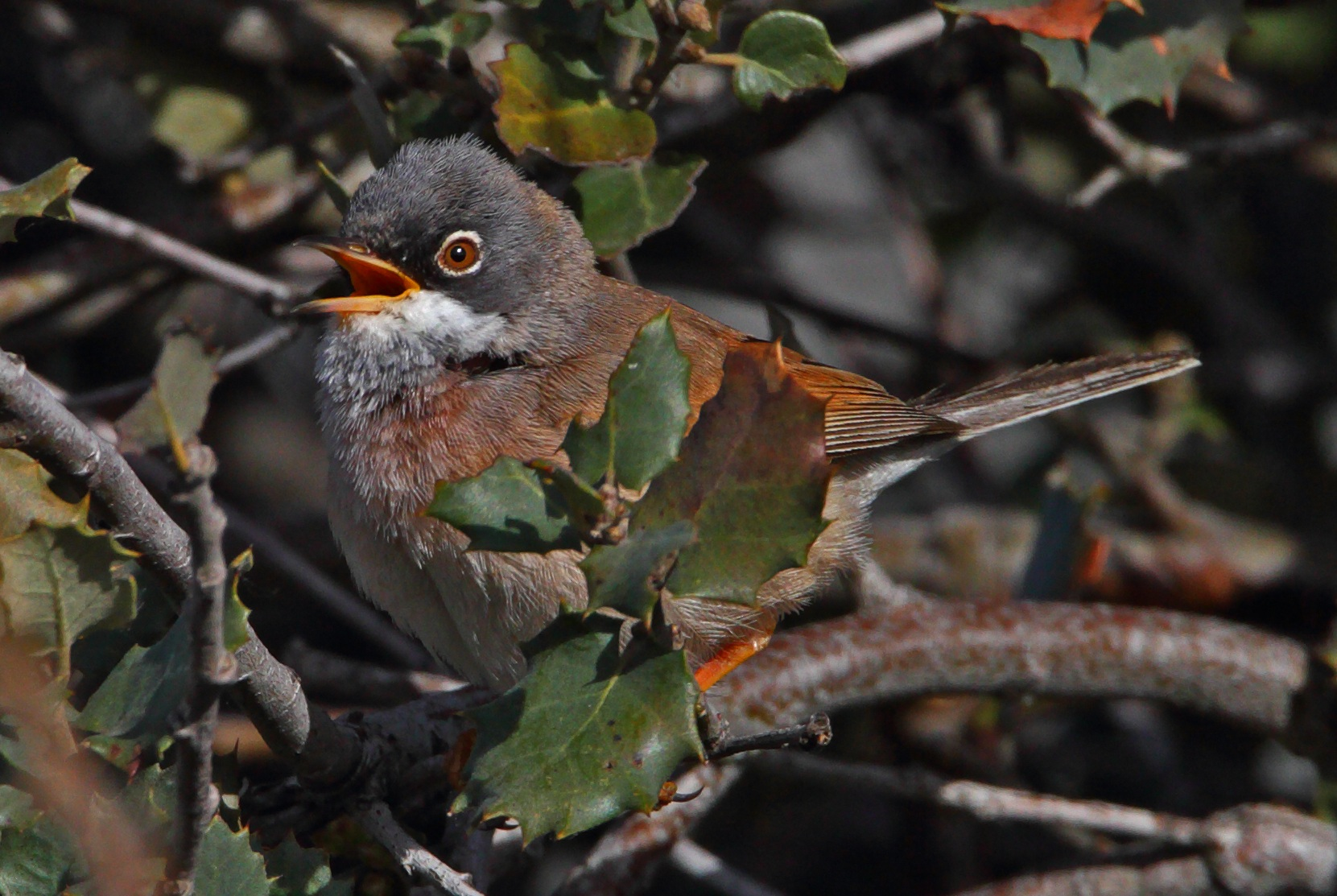
Fauvette à lunettes
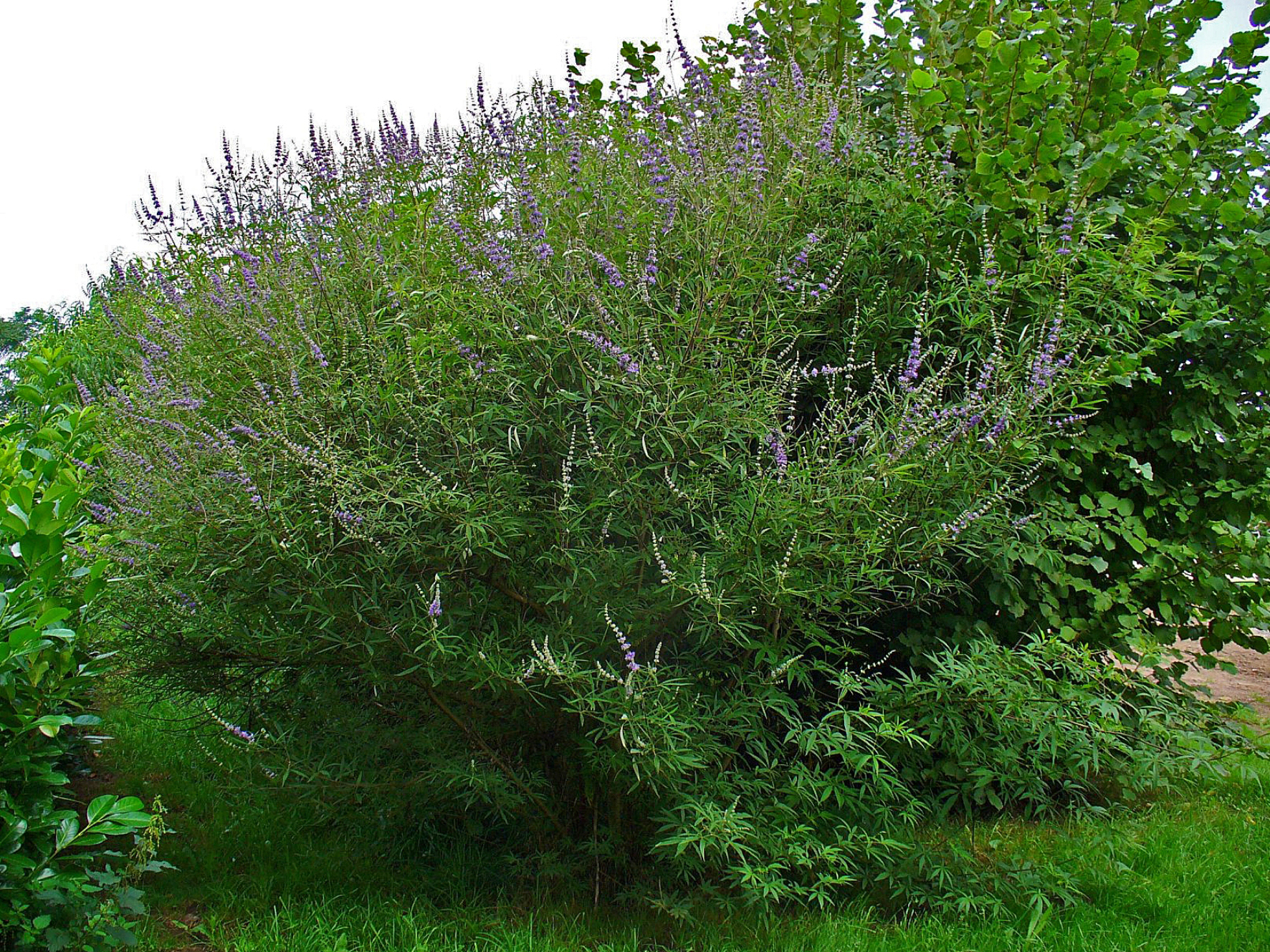
Arbre au poivre

Toute la vallée du Ravaner est également protégée par deux ZNIEFF de type 2 : « Massif des Albères » et « Versants littoraux et côte rocheuse des Albères », le fleuve marquant la limite entre ces deux zones,.
Par le passé, la pêche à l'Anguille se pratiquait.

## Présence humaine

### Patrimoine
Le long du Ravaner, plusieurs moulins à eau étaient installés.
De nos jours, il n'en reste qu'un en bon état, en amont du pont de la RD114 ("la corniche"). Rive commune de Collioure, propriété privée.
Plus en amont, il existe des ruines du "Moli Romput" (carte IGN). Rive commune d'Argelès.
Au niveau du Peigne protégeant les buses de la RD914, on trouve les vestiges taillés dans la roche d'un prise d'eau, ainsi que les restes d'un autre moulin.

## Histoire
La vallée du Ravaner fut occupée dès le Néolithique, comme l'atteste le dolmen appelé Cova de l'Alarb situé au hameau el Rambau. Le bas de la vallée a révélé l'emplacement d'un habitat occupé au Bronze final IIIb (Xe et IXe siècles av. J.-C.) puis à l'âge du fer, à la fin du VIe siècle av. J.-C.. À quelques centaines de mètres, rive droite, sur une hauteur présentant deux faces escarpées faciles à protéger, un oppidum, dit oppidum du Ravaner fut occupé aux mêmes époques.
Dans l'Antiquité, un embranchement de la voie Domitienne permettait de traverser les Albères en remontant la vallée du Ravaner, puis en la quittant au col de Baillaury pour rejoindre la vallée du Baillaury et le col de Banyuls.
Lors du siège de Collioure en 1642, les troupes de Louis XIII avaient établi une partie de leurs campements le long du Ravaner. La plage de l'Ouille servant de débarcadère.

#### Ouvrages
- Lluís Basseda, Toponymie historique de Catalunya Nord, t. 1, Prades, Revista Terra Nostra, 1990, 796 p.
- Jérôme Kotarba, Georges Castellvi et Florent Mazière, Carte archéologique de la Gaule 66 : Les Pyrénées-Orientales, Paris, Éditions de la Maison des sciences de l'homme, 2007, 712 p. (ISBN 978-2-87754-200-5)

#### Fiches officielles
- Sandre, « Fiche cours d'eau - Le Ravaner (Sandre) »
- « Fiche état des eaux : Le Ravaner à Argelès-sur-Mer », eaufrance.fr
- ZNIEFF 910030046 - Vallon el Ravaner sur le site de l’INPN.